# Indië omlijst. Vier eeuwen schilderkunst in Nederlands-Indië
Indië omlijst. Vier eeuwen schilderkunst in Nederlands-Indië was een grote tentoonstelling van 16 februari 1998 tot 3 februari 1999 in het Amsterdamse Tropenmuseum.

## Opzet
Na Nederlandse schilders en tekenaars in de Oost, een expositie die in 1972 op de vloer stond van het Rijksmuseum, was Indië omlijst in het Tropenmuseum de tweede grote overzichtstentoonstelling van de Nederlands-Indische schilderkunst in een Nederlands museum. De bedoeling was aandacht te vragen voor het min of meer verborgen leven dat de Indische schilderijen leidden in museumdepots of aan de huiskamermuren van, merendeels, oud-Indischgasten. De tentoonstelling van 1972 had om een of andere reden geen verandering gebracht in de onzichtbaarheid van deze schilderkunst. Maar er was een kentering gekomen. Over een aantal van de bekendste schilders, onder wie Rudolf Bonnet, Walter Spies en 
Willem Hofker, waren inmiddels monografieën of uitgebreide artikelen verschenen. Het Tropenmuseum nam daarna het initiatief het Nederlandse museumbezit aan Indische schilderijen te inventariseren en een grote tentoonstelling hierover te houden. De omvangrijkste collectie is in het bezit van het Tropenmuseum zelf; de rest van de Nederlandse collectie bevond (en bevindt) zich in het Rijksmuseum voor Volkenkunde in Leiden, het Wereldmuseum Rotterdam en Museum Bronbeek.

## Tentoonstelling

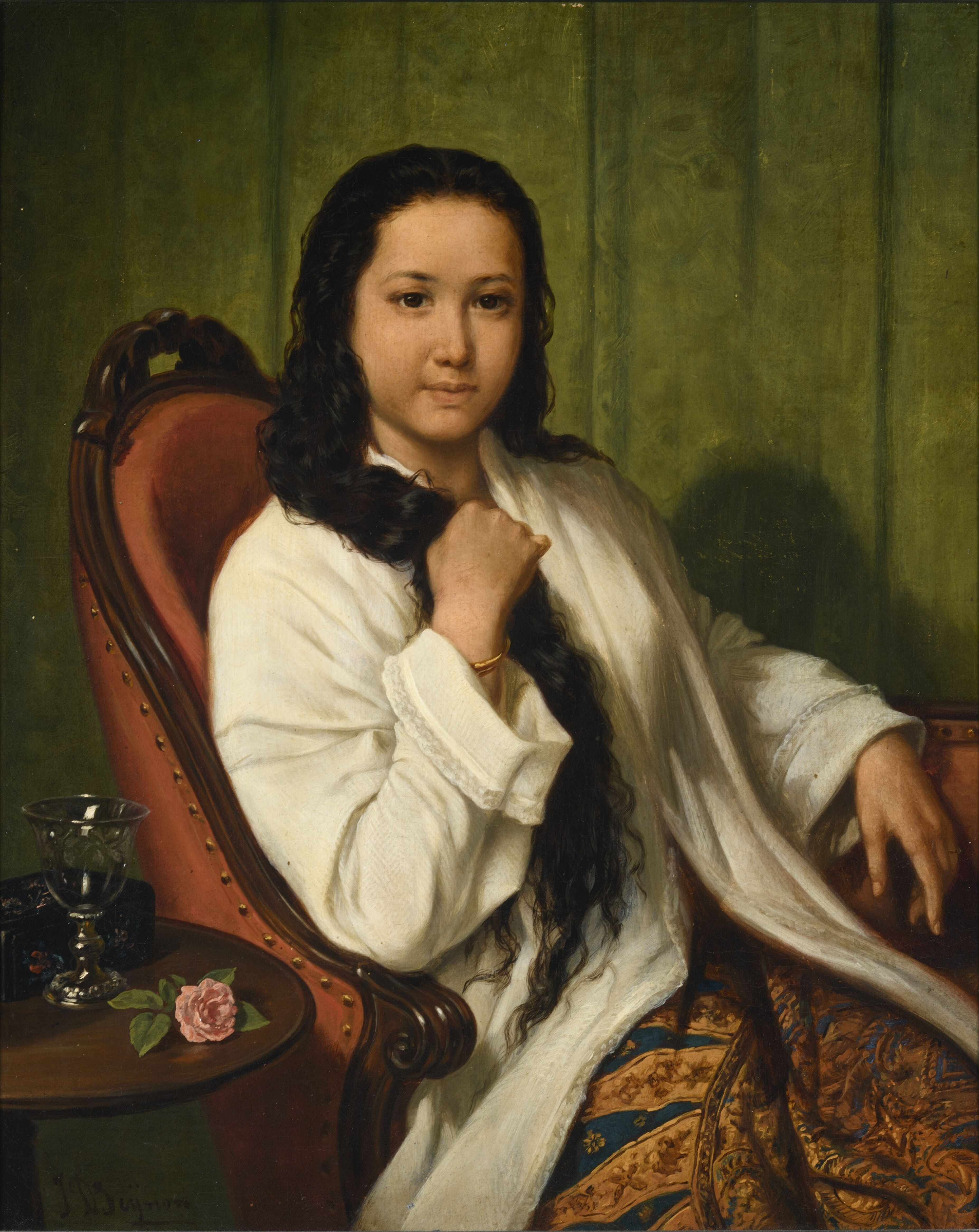
Wilhelmina Margaretha Martherus door Jan Daniel Beynon (1873)

De tentoonstelling toonde een selectie uit vier eeuwen schilderkunst, van de eerste olieverfschilderijen uit de 17e eeuw die gemaakt werden voor of van de Vereenigde Oostindische Compagnie, waaronder maritieme stukken, portretten van belangrijke personen al dan niet vergezeld van hun gezinsleden, en de allereerste panorama's en stadsgezichten van Batavia. Twee eeuwen lang hadden de schilderijen een overwegend documentair karakter. 
In de romantische periode kwam er belangstelling voor de schoonheid van het landschap, de uitbarstende vulkanen, de fraaie situering van landhuizen, dorpsgezichten en de ruïnes van hindoe-javaanse oudheden. Vooral de landschappen van Antoine Payen, de heftige jachttaferelen van Raden Saleh en de portretten van Jan Daniel Beynon zijn kenmerkend voor de Indische schilderkunst van de 19e eeuw. 
De eerste helft van de 20e eeuw is de periode van de zogenaamde 'Mooi Indië-stijl' met vaste ingrediënten: zon, bergen, palmen, sawahs en dorpstaferelen. De natuur en cultuur van het eiland Bali en vooral de sierlijke Balinese danseressen staan volop in de belangstelling van bovengenoemde schilders als Hofker, Spies en Bonnet, maar ook van de minder bekende artiesten als Willem Dooyewaard, Charles Sayers, Piet Moojen, de Zwitser Theo Meier en de Belg Adrien-Jean Le Mayeur de Merprès. Schilderen was l'art pour l'art geworden. Tegelijkertijd werkten er enkele modernisten als Piet Ouborg en Dolf Breetvelt. De Japanse bezetting van de Indische archipel in de Tweede Wereldoorlog en de onafhankelijkheid van Indonesië betekende het einde van de Nederlandse schildertraditie. Dit impliceerde tevens het einde van de lange reeks staatsieportretten van de gouverneurs-generaal van Nederlands-Indië die begonnen was met dat van 
Pieter Both (1610-1614), de eerste landvoogd in dienst van de VOC.  Op Indië omlijst waren enkele van deze portretten te zien uit de verzameling van het Rijksmuseum en het Tropenmuseum.
Bij de tentoonstelling verscheen een boek, samengesteld door vier auteurs, dat vooralsnog het meest actuele overzichtswerk is van de Nederlands-Indische schilderkunst. Het boek bevat een complete inventarislijst van de Nederlands-Indische schilderijen in de Nederlandse museale collecties.

### Beyond the Dutch
De tentoonstelling Beyond the Dutch: Indonesië, Nederland en de beeldende kunsten van 1900 tot nu in het Centraal Museum in Utrecht (2009-2010) kan beschouwd worden als een vervolg op Indië omlijst. De expositie liet zien hoe de moderne Indonesische kunst langzaam loskomt van zijn Nederlandse wortels en een eigen weg in slaat.